# Дорелігійна епоха
Дорелігі́йна епо́ха — період в історії людства від моменту появи людини сучасного виду до виникнення релігії.
Вік людства, за сучасними даними, становить щонайменше близько 3 млн років. Первинні форми релігії почали складатися приблизно 35-40 тисяч років тому.
Існування дорелігійної епохи доводять дослідження в галузі археології, етнографії, історичного мовознавства тощо. Серед дослідників є різні погляди на суть дорелігійної епохи.
У процесі співіснування й боротьби людини з природою виникали нові вміння та навички. Люди вчилися використовувати та добувати вогонь, будувати й облаштовувати місця для житла, виготовляти одяг, прикраси, метальну зброю, різні мисливські пастки тощо. Також формувалися як розумні й моральні істоти, які були пов'язані один з одним трудовими відносинами, піклувалися один про одного тощо. Про це, зокрема, свідчать неандертальські поховання.